# Абрагам Шаріте
Абрагам Шаріте (нід. Abraham Charité, 25 серпня 1917 — 26 лютого 1991) — нідерландський важкоатлет.
Бронзовий призер Олімпійських Ігор 1948 року в важкій вазі, учасник 1952 року.